# 816
816 (DCCCXVI) var ett skottår som började en tisdag i den julianska kalendern.

## Händelser

### Juni
- 22 juni – Sedan Leo III har avlidit den 12 juni väljs Stefan IV till påve.[1]

### Okänt datum
- Kejsar Ludvig den fromme utser Ebo till ny ärkebiskop i Reims. Ebo och Ansgar kommer senare att samarbeta i missionssträvandena för Norden.

## Födda
- Formosus, påve 891–896.

## Avlidna
- 12 juni – Leo III, påve sedan 795.
- Fatima bint Musa, muslimskt helgon.